# La Picada
La Picada es una localidad y comuna de 1ª categoría de los distritos Tala y Espinillo del departamento Paraná, en la provincia de Entre Ríos, República Argentina. Se encuentra sobre la Ruta Nacional 12, la cual constituye su principal vía de comunicación vinculándola al sudoeste con la ciudad de Paraná y al nordeste con Cerrito. Se desarrolló a partir de una estación ferroviaria (Estación La Picada).
La población de la localidad, es decir sin considerar el área rural, era de 352 personas en 1991 y de 445 en 2001. La población de la jurisdicción de la junta de gobierno era de 603 habitantes en 2001.
En el distrito se encuentra el parque General San Martín, área protegida de 600 hectáreas.

## Historia
La junta de gobierno fue creada por decreto 179/1975 del 30 de enero de 1975. Sus límites jurisdiccionales fueron fijados por decreto 2095/1987 MGJE del 29 de abril de 1987. Los de su planta urbana por decreto 1479/1988 MGJE del 29 de marzo de 1988, ampliados por decreto 5736/1991 MGJOSP del 22 de noviembre de 1991. Fue elevada a la 1ª categoría por decreto 557/2003 MGJ del 28 de febrero de 2003, aclarado por decreto 785/2003 MGJ del 17 de marzo de 2003

## Comuna
La reforma de la Constitución de la Provincia de Entre Ríos que entró en vigencia el 1 de noviembre de 2008 dispuso la creación de las comunas, lo que fue reglamentado por la Ley de Comunas n.º 10644, sancionada el 28 de noviembre de 2018 y promulgada el 14 de diciembre de 2018. La ley dispuso que todo centro de población estable que en una superficie de al menos 75 km² contenga entre 700 y 1500 habitantes, constituye una comuna de 1ª categoría. La Ley de Comunas fue reglamentada por el Poder Ejecutivo provincial mediante el decreto 110/2019 de 12 de febrero de 2019, que declaró el reconocimiento ad referéndum del Poder Legislativo de 34 comunas de 1ª categoría con efecto a partir del 11 de diciembre de 2019, entre las cuales se halla La Picada. La comuna está gobernada por un departamento ejecutivo y por un consejo comunal de 8 miembros, cuyo presidente es a la vez el presidente comunal. Sus primeras autoridades fueron elegidas en las elecciones de 9 de junio de 2019.